# Hervé Le Bras
Hervé Le Bras (6 de junio de 1943, París) es un demógrafo e historiador francés. Es director de estudios en el Institut national d'études démographiques (INED) y profesor en el École des hautes études en sciences sociales (EHESS) de Francia.

## Datos biográficos
Hervé Le Bras es hijo del jurista y profesor universitario Gabriel Le Bras. Curso los estudios en la École polytechnique antes de irse a vivir a Chad, en la localidad de Massa en el año 1996. A su regreso a Francia se incorporó al Instituto Nacional de Estudios Demográficos (INED) donde desarrollará su carrera. En el Institut national d'études démographiques ha sido responsable principal de investigación (1968-1974), Senior Research Fellow (1974-1979), director de estudios desde 1979 y director del Departamento de Métodos y Proyecciones de 1980 a 1991.
Ha sido profesor en la École Polytechnique de 1974 a 1994 y director de estudios en el École des hautes études en sciences sociales (EHESS) desde 1980, y director del Laboratoire de démographie historique (EHESS/CNRS) desde 1989. Hervé Le Bras es también director de Estudios invitado del Churchill College (Cambridge) y redactor jefe de la revista Population.
No duda a la hora de manifestar sus puntos de vista y crear polémica, denunciando el discurso de una parte de la derecha francesa en materia de inmigración, Hervé Le Bras se muestra muy activo a la hora de denunciar los conceptos erróneos acerca de la población y la demografía que son habitualmente usados por parte de los políticos franceses.

### Polémica Le Bras-Calot sobre elnatalismofrancés - 1990
En el año 1990 el director del Institut Nationel d’Etudes Demographiques, Gérard Calot, publicó un pequeño editorial en un boletín mensual del INED que llevaba el título Fecundidad de momento, fecundidad de las generaciones. Comparaciones franco-suecas. La réplica de Hervé Le Bras desató una tempestad demográfica en los medios de comunicación. Le Bras criticaba el natalismo francés, relacionándolo con el conservadurismo político e incluso a la extrema derecha. Le Bras criticó también la propia línea oficial del INED, institución en la que era funcionario, lo que produjo un debate público con el director de dicha institución, Gerard Calot. Esta polémica produjo una campaña de desprestigio institucional contra Le Bras, quien respondió publicando dos libros, uno sobre la obsesión natalista francesa en 1992 -Marianne et les lapins: l’obsesion démographique y, seis años después, en 1998, otro, sobre la vinculación de la demografía con la extrema derecha del país -Le démon des origines. Démographie et extrême droite.

### Superpoblación y mito - Los límites del Planeta - 1994
En su obra Les limites de la planète. Mythe de la nature et de la population, Le Brass analiza si hay demasiados hombres sobre la tierra; si la naturaleza es incapaz de alimentar a la humanidad; si la superpoblación es directa o indirectamente responsable del agujero de la capa ozono, del calentamiento global, de la erosión del suelo, en fin todos los desastres ambientales que amenazan a la humanidad. Su respuesta es que no son ciertas esas previsiones catastrofistas, y que los argumentos utilizados para apoyarlas enmascaran argumentos de autoridad, que son la pantalla de nuestros prejuicios y nuestros miedos. Concluye que la superpoblación es un mito.

### Polémica Le Bras-Tribalat sobre la etnia y el republicanismo - 1998
Le Bras denunció el tratamiento pseudocientífico que se hace sobre la etnia como criterio demográfico y de ciudadanía (etnicidad frente al concepto republicano de ciudadanía) utilizado por la Sra. Michelle Tribalat que estaría, según Le Bras, muy próximo a las ideas que defiende la extrema derecha francesa liderada por Jean-Marie Le Pen que limitaría el derecho a la ciudadanía, y sus derechos implícitos, dejando fuera a los nativos -inmigrantes- de otros orígenes.